# Michel Rougerie
Michel Rougerie (Montreuil, 21 aprile 1950 – Fiume, 31 maggio 1981) è stato un pilota motociclistico francese.

## Carriera
Figlio di un autotrasportatore appassionato di motociclismo, partecipò alle sue prime gare nel 1969, mettendosi in mostra con una Honda CB 77, con la quale fu terzo nel campionato francese della 350. In occasione della 1000 chilometri di Le Mans ebbe i primi contatti con la Japauto, importante concessionaria Honda di Parigi, la quale gli offrì una moto ufficiale per correre il Bol d'Or, vinto in coppia con Daniel Urdich.
Dopo una stagione, quella 1970, contrassegnata da scarsi risultati, fu sostenuto nel 1971 dall'importatore francese Aermacchi Harley-Davidson per correre il campionato nazionale: fu secondo in 125 e vinse in 500 (su una Kawasaki H1R). Dal 1972 fu ingaggiato ufficialmente: in quell'annata vinse i titoli nazionali di 250 e 350, ottenendo anche i suoi primi punti nel motomondiale (nono in 125 e 350 al GP di Francia). Nella stagione 1973 Rougerie corse tutto il Mondiale, ottenendo buoni piazzamenti (secondo ad Assen e Brno in 250) e un nuovo titolo francese della 250.
Il 1974 fu caratterizzato da molti problemi meccanici e d'affidabilità delle moto, nonostante i quali Rougerie riuscì ad ottenere due podi. La stagione successiva il francese fu chiamato dall'Harley-Davidson ad affiancare Walter Villa nel suo team ufficiale: fu secondo in 250 dietro al modenese e vinse i suoi primi GP (Finlandia e Cecoslovacchia)
Deluso dal trattamento ricevuto nel team Harley, dove era il "secondo" di Villa, Rougerie passò nel 1976 al Team Elf, che lo schierò in 500 (con una Suzuki RG) e in Formula 750 (con una Yamaha TZ), ottenendo i migliori risultati in 750 (quarto posto finale nel trofeo FIM), mentre in 500 ottenne solo due quarti posti. Sul finire della stagione, mentre si stava recando al GP di Svezia, Rougerie fu vittima di un incidente stradale che lo forzò a interrompere in anticipo la stagione. L'anno successivo, scioltosi il team Elf, il francese, alle prese con uno scarso budget, corse per il team italiano Diemme in 350, ottenendo una vittoria (in Spagna). Nel 1978 Rougerie sostituì l'infortunato Pat Hennen sulla Suzuki del Team Heron, squadra del Campione del Mondo in carica Barry Sheene.
La carriera di Rougerie si stemperò progressivamente: nel Motomondiale 1979, inquadrato nelle file della scuderia Pernod, finanziata dall'omonimo gruppo francese degli alcolici, fu 15º in 500 e 17º in 350, oltre a correre due GP in 125 (su una Motobécane) senza andare a punti. Ancora peggiore fu la stagione 1980: al GP di Gran Bretagna non riuscì ad evitare il connazionale Patrick Pons, caduto davanti a lui, e lo investì procurandogli gravi ferite (si spense pochi giorni dopo). Nel 1981 corse ancora con il team Pernod in 250 e 350, ottenendo inizialmente scarsi risultati. Nelle prove del GP di Jugoslavia ottenne un ottimo quinto posto, ma alla fine del primo giro della gara scivolò in una curva. Caduto a terra, si rialzò, ma fu investito da Roger Sibille, morendo sul colpo.

## Risultati nel motomondiale

### Classe 125
| 1970 | Classe | Moto  |   |     |   |   |   |   |   |   |   |    |   |   |  |  | Punti | Pos. |
| ---- | ------ | ----- | - | --- | - | - | - | - | - | - | - | -- | - | - |  |  | ----- | ---- |
| 1970 | 125    | Maico | - | Rit | - | - | - | - | - | - | - | NE | - | - |  |  | 0     |      |

| 1972 | Classe | Moto      |   |   |   |   |   |   |   |    |   |   |   |   |   |  | Punti | Pos. |
| ---- | ------ | --------- | - | - | - | - | - | - | - | -- | - | - | - | - | - |  | ----- | ---- |
| 1972 | 125    | Aermacchi | - | 9 | - | - | - | - | - | 16 | - | - | - | - | - |  | 2     | 39º  |

| Legenda | 1º posto        | 2º posto            | 3º posto            | A punti      | Senza punti        | Grassetto – Pole position Corsivo – Giro più veloce |
| Legenda | Gara non valida | Non qual./Non part. | Ritirato/Non class. | Squalificato | '-' Dato non disp. | Grassetto – Pole position Corsivo – Giro più veloce |

### Classe 250
| 1970 | Classe | Moto  |   |     |   |   |   |   |   |   |   |   |   |   |  |  | Punti | Pos. |
| ---- | ------ | ----- | - | --- | - | - | - | - | - | - | - | - | - | - |  |  | ----- | ---- |
| 1970 | 250    | Honda | - | Rit | - | - | - | - | - | - | - | - | - | - |  |  | 0     |      |

| 1972 | Classe | Moto   |   |   |   |   |   |   |   |    |   |   |   |   |   |  | Punti | Pos. |
| ---- | ------ | ------ | - | - | - | - | - | - | - | -- | - | - | - | - | - |  | ----- | ---- |
| 1972 | 250    | Yamaha | - | - | - | - | - | - | - | 12 | - | - | - | - | - |  | 0     |      |

| 1973 | Classe | Moto            |   |   |   |    |   |   |   |   |   |     |   |   |  |  | Punti | Pos. |
| ---- | ------ | --------------- | - | - | - | -- | - | - | - | - | - | --- | - | - |  |  | ----- | ---- |
| 1973 | 250    | Harley-Davidson | 4 | - | - | AN | - | - | 2 | 4 | 2 | Rit | - | 6 |  |  | 45    | 5º   |

| 1974 | Classe | Moto            |    |   |    |     |  |     |   |   |   |     |     |   |  |  | Punti | Pos. |
| ---- | ------ | --------------- | -- | - | -- | --- |  | --- | - | - | - | --- | --- | - |  |  | ----- | ---- |
| 1974 | 250    | Harley-Davidson | NE | - | NE | Rit |  | Rit | 5 | 8 | 2 | Rit | Rit | - |  |  | 21    | 9º   |

| 1975 | Classe | Moto            |   |   |    |   |   |  |   |   |     |   |   |  |  |  | Punti   | Pos. |
| ---- | ------ | --------------- | - | - | -- | - | - |  | - | - | --- | - | - |  |  |  | ------- | ---- |
| 1975 | 250    | Harley-Davidson | 3 | 6 | NE | 2 | 3 |  | 2 | 2 | Rit | 1 | 1 |  |  |  | 76 (91) | 2º   |

| 1976 | Classe | Moto   |     |    |     |   |  |   |   |   |   |   |   |   |  |  | Punti | Pos. |
| ---- | ------ | ------ | --- | -- | --- | - |  | - | - | - | - | - | - | - |  |  | ----- | ---- |
| 1976 | 250    | Yamaha | Rit | NE | Rit | - |  | - | - | - | - | - | - | - |  |  | 0     |      |

| 1977 | Classe | Moto   |   |    |   |   |   |   |     |   |   |   |   |   |   |  | Punti | Pos. |
| ---- | ------ | ------ | - | -- | - | - | - | - | --- | - | - | - | - | - | - |  | ----- | ---- |
| 1977 | 250    | Yamaha | - | NE | - | - | 6 | - | Rit | - | - | - | - | - | - |  | 5     | 27º  |

| 1981 | Classe | Moto         |     |    |   |   |   |     |    |  |  |  |  |  |  |  | Punti | Pos. |
| ---- | ------ | ------------ | --- | -- | - | - | - | --- | -- |  |  |  |  |  |  |  | ----- | ---- |
| 1981 | 250    | Yamaha e MBA | Rit | NE | - | - | - | Rit | NE |  |  |  |  |  |  |  | 0     |      |

| Legenda | 1º posto        | 2º posto            | 3º posto            | A punti      | Senza punti        | Grassetto – Pole position Corsivo – Giro più veloce |
| Legenda | Gara non valida | Non qual./Non part. | Ritirato/Non class. | Squalificato | '-' Dato non disp. | Grassetto – Pole position Corsivo – Giro più veloce |

### Classe 350
| 1972 | Classe | Moto      |   |   |   |   |   |   |   |    |   |   |   |   |   |  | Punti | Pos. |
| ---- | ------ | --------- | - | - | - | - | - | - | - | -- | - | - | - | - | - |  | ----- | ---- |
| 1972 | 350    | Aermacchi | - | 9 | - | - | - | - | - | NE | - | - | - | - | - |  | 2     | 32º  |

| 1973 | Classe | Moto            |   |   |   |   |   |   |   |    |   |    |   |     |  |  | Punti | Pos. |
| ---- | ------ | --------------- | - | - | - | - | - | - | - | -- | - | -- | - | --- |  |  | ----- | ---- |
| 1973 | 350    | Harley-Davidson | - | - | - | - | - | - | - | NE | 7 | 15 | - | Rit |  |  | 4     | 35º  |

| 1974 | Classe | Moto            |   |   |   |   |  |    |    |   |   |    |     |   |  |  | Punti | Pos. |
| ---- | ------ | --------------- | - | - | - | - |  | -- | -- | - | - | -- | --- | - |  |  | ----- | ---- |
| 1974 | 350    | Harley-Davidson | 5 | - | 5 | 3 |  | 13 | NE | - | 8 | NE | Rit | - |  |  | 25    | 7º   |

| 1975 | Classe | Moto            |   |     |   |   |   |  |     |    |    |     |     |  |  |  | Punti | Pos. |
| ---- | ------ | --------------- | - | --- | - | - | - |  | --- | -- | -- | --- | --- |  |  |  | ----- | ---- |
| 1975 | 350    | Harley-Davidson | - | Rit | - | - | - |  | Rit | NE | NE | Rit | Rit |  |  |  | 0     |      |

| 1976 | Classe | Moto   |     |   |   |   |  |   |    |    |   |   |   |   |  |  | Punti | Pos. |
| ---- | ------ | ------ | --- | - | - | - |  | - | -- | -- | - | - | - | - |  |  | ----- | ---- |
| 1976 | 350    | Yamaha | Rit | - | - | - |  | - | NE | NE | - | - | - | - |  |  | 0     |      |

| 1977 | Classe | Moto   |   |    |   |   |   |     |   |   |    |     |     |   |     |  | Punti | Pos. |
| ---- | ------ | ------ | - | -- | - | - | - | --- | - | - | -- | --- | --- | - | --- |  | ----- | ---- |
| 1977 | 350    | Yamaha | - | AN | 9 | 4 | 1 | Rit | 3 | 2 | NE | Rit | Rit | 8 | Rit |  | 50    | 4º   |

| 1978 | Classe | Moto   |   |    |   |    |   |     |    |    |   |   |   |   |  |  | Punti | Pos. |
| ---- | ------ | ------ | - | -- | - | -- | - | --- | -- | -- | - | - | - | - |  |  | ----- | ---- |
| 1978 | 350    | Yamaha | - | NE | 6 | 10 | 4 | Rit | NE | 10 | 7 | 4 | 3 | 3 |  |  | 47    | 6º   |

| 1979 | Classe | Moto          |     |     |     |     |     |    |     |    |    |     |   |     |   |  | Punti | Pos. |
| ---- | ------ | ------------- | --- | --- | --- | --- | --- | -- | --- | -- | -- | --- | - | --- | - |  | ----- | ---- |
| 1979 | 350    | Bimota-Yamaha | Rit | Rit | Rit | Rit | Rit | 14 | Rit | NE | NE | Rit | 6 | Rit | 6 |  | 10    | 17º  |

| 1981 | Classe | Moto   |     |     |   |    |    |    |     |  |    |    |  |    |    |  | Punti | Pos. |
| ---- | ------ | ------ | --- | --- | - | -- | -- | -- | --- |  | -- | -- |  | -- | -- |  | ----- | ---- |
| 1981 | 350    | Yamaha | Rit | Rit | - | 10 | NE | NE | Rit |  | NE | NE |  | NE | NE |  | 1     | 33º  |

| Legenda | 1º posto        | 2º posto            | 3º posto            | A punti      | Senza punti        | Grassetto – Pole position Corsivo – Giro più veloce |
| Legenda | Gara non valida | Non qual./Non part. | Ritirato/Non class. | Squalificato | '-' Dato non disp. | Grassetto – Pole position Corsivo – Giro più veloce |

### Classe 500
| 1973 | Classe | Moto            |     |  |  |    |  |  |     |   |  |  |  |  |  |  | Punti | Pos. |
| ---- | ------ | --------------- | --- |  |  | -- |  |  | --- | - |  |  |  |  |  |  | ----- | ---- |
| 1973 | 500    | Harley-Davidson | Rit |  |  | AN |  |  | Rit | 5 |  |  |  |  |  |  | 6     | 31º  |

| 1974 | Classe | Moto            |   |  |     |  |  |  |   |  |  |   |    |    |  |  | Punti | Pos. |
| ---- | ------ | --------------- | - |  | --- |  |  |  | - |  |  | - | -- | -- |  |  | ----- | ---- |
| 1974 | 500    | Harley-Davidson | 5 |  | Rit |  |  |  | 6 |  |  | 8 | NE | NE |  |  | 14    | 16º  |

| 1975 | Classe | Moto            |   |    |  |     |     |  |  |  |  |  |  |    |  |  | Punti | Pos. |
| ---- | ------ | --------------- | - | -- |  | --- | --- |  |  |  |  |  |  | -- |  |  | ----- | ---- |
| 1975 | 500    | Harley-Davidson | 7 | NE |  | Rit | Rit |  |  |  |  |  |  | NE |  |  | 4     | 28º  |

| 1976 | Classe | Moto   |    |   |     |    |  |     |   |  |  |  |  |    |  |  | Punti | Pos. |
| ---- | ------ | ------ | -- | - | --- | -- |  | --- | - |  |  |  |  | -- |  |  | ----- | ---- |
| 1976 | 500    | Suzuki | NP | 4 | Rit | NE |  | Rit | 4 |  |  |  |  | NE |  |  | 16    | 15º  |

| 1977 | Classe | Moto   |  |    |     |     |    |     |    |   |    |    |   |   |     |  | Punti | Pos. |
| ---- | ------ | ------ |  | -- | --- | --- | -- | --- | -- | - | -- | -- | - | - | --- |  | ----- | ---- |
| 1977 | 500    | Suzuki |  | NP | Rit | Rit | NE | Rit | NE | 8 | 23 | 11 | 4 | 3 | Rit |  | 21    | 13º  |

| 1978 | Classe | Moto   |  |    |   |     |     |   |   |     |     |    |   |    |    |  | Punti | Pos. |
| ---- | ------ | ------ |  | -- | - | --- | --- | - | - | --- | --- | -- | - | -- | -- |  | ----- | ---- |
| 1978 | 500    | Suzuki |  | 14 | 6 | Rit | Rit | 6 | 4 | Rit | Rit | 11 | 6 | NE | NE |  | 23    | 10º  |

| 1979 | Classe | Moto   |   |     |     |     |   |   |     |    |     |     |     |    |   |  | Punti | Pos. |
| ---- | ------ | ------ | - | --- | --- | --- | - | - | --- | -- | --- | --- | --- | -- | - |  | ----- | ---- |
| 1979 | 500    | Suzuki | 5 | Rit | Rit | Rit | 9 | 6 | Rit | NP | Rit | Rit | Rit | NE | 8 |  | 16    | 15º  |

| 1980 | Classe | Moto   |  |    |   |    |    |     |    |     |    |  |  |  |  |  | Punti | Pos. |
| ---- | ------ | ------ |  | -- | - | -- | -- | --- | -- | --- | -- |  |  |  |  |  | ----- | ---- |
| 1980 | 500    | Suzuki |  | 11 | 7 | NE | 14 | Rit | 15 | Rit | NE |  |  |  |  |  | 4     | 17º  |

| Legenda | 1º posto        | 2º posto            | 3º posto            | A punti      | Senza punti        | Grassetto – Pole position Corsivo – Giro più veloce |
| Legenda | Gara non valida | Non qual./Non part. | Ritirato/Non class. | Squalificato | '-' Dato non disp. | Grassetto – Pole position Corsivo – Giro più veloce |